# Имот
Имо̀т или имущество означава „земя, сгради, вещи като притежание на някого; имущество“ .
Думата „имот“ в българския език се асоциира предимно със собственост върху недвижимо имущество. За недвижимо имущество се смята собствеността върху различните видове и категории земи и различните видове и с различно предназначение сгради и части от сгради.

#### Инвестиционен имот
Инвестиционният имот представлява недвижимо имущество, което се купува с цел увеличаване на печалбата на инвеститора чрез максимизиране на възвръщаемостта под формата на капиталова печалба след продажба, чрез отдаване под наем или комбинация от двете.

## Бизнес сектор
Строителството на сгради, управляването на имоти, търговията с недвижими имоти, инвестирането в недвижими имоти, оценката на недвижими имоти и някои други дейности, свързани с недвижимите имоти, са обединени под общото название „бизнес с недвижими имоти“.

## Инвестиции в недвижими имоти
Инвестицията в недвижими имоти се счита за една от най-надеждните и доходоносни видове инвестиции. Инвестициите в недвижими имоти се определят като дългосрочно парично или капиталово вложение в имот с цел придобиване на различни финансови инструменти и печеливша възвръщаемост.

### Отдаване под наем[4]
Наемът като дефиниция в правния мир е процес, при който се извършва временно възлагане на стока или услуга в замяна на възнаграждение, което обикновено е от икономически характер . Целта при наемите при недвижимите имоти може да бъде най-различна:
- Отдаване под наем с цел пасивен доход;
- Отдаване под наем с цел временен пасивен доход и по-нататъшно продаване;
- Отдаване под наем с цел покриване на вноски по кредит.

### Видове наеми по срок на отдаване[5]
Отдаването на имот под наем, без значение дали е търговски, жилищен, индустриаелн или земя, може да бъде класифицирано по срок на отдаване. Те биват краткосрочни, средносрочни, дългосрочни и безсрочни. Систематизирането им в таблица изглежда по този начин:
| Вид наем  | Краткосрочен | Средносрочен | Дългосрочен                             | Дългосрочен                                    |
| --------- | ------------ | ------------ | --------------------------------------- | ---------------------------------------------- |
| Доходност | Висока       | Средна       | В зависимост от възможностите на имота. | В зависимост от възможностите на имота.        |
| Гъвкавост | Висока       | Ниска        | Ниска                                   | Възможност за прекратяване в едномесечен срок. |